# Championship Manager 2008
Championship Manager 2008 es un juego de estrategia y deporte de la saga Championship Manager desarrollado por la compañía Beautiful Game Studios. Su lanzamiento para PC está previsto para el 9 de noviembre del 2007. 
Desde el 12 de octubre de 2007 está disponible la demo oficial del juego. En la página oficial de Championship Manager puede encontrarse el enlace para descargar la demo.

## Novedades
La página web oficial del videojuego anunció las novedades que presentará el Championship Manager 2008 el 31 de agosto del 2007. El juego estará actualizado tras los fichajes del mercado de verano, y también incluirá como principal novedad la Liga Australiana. La opción multijugador (con hasta 16 jugadores al mismo tiempo), el perfeccionamiento del apartado Prozone, más atributos para los jugadores y entrenamientos simplificados son algunas otras. 